# Щукинская волость

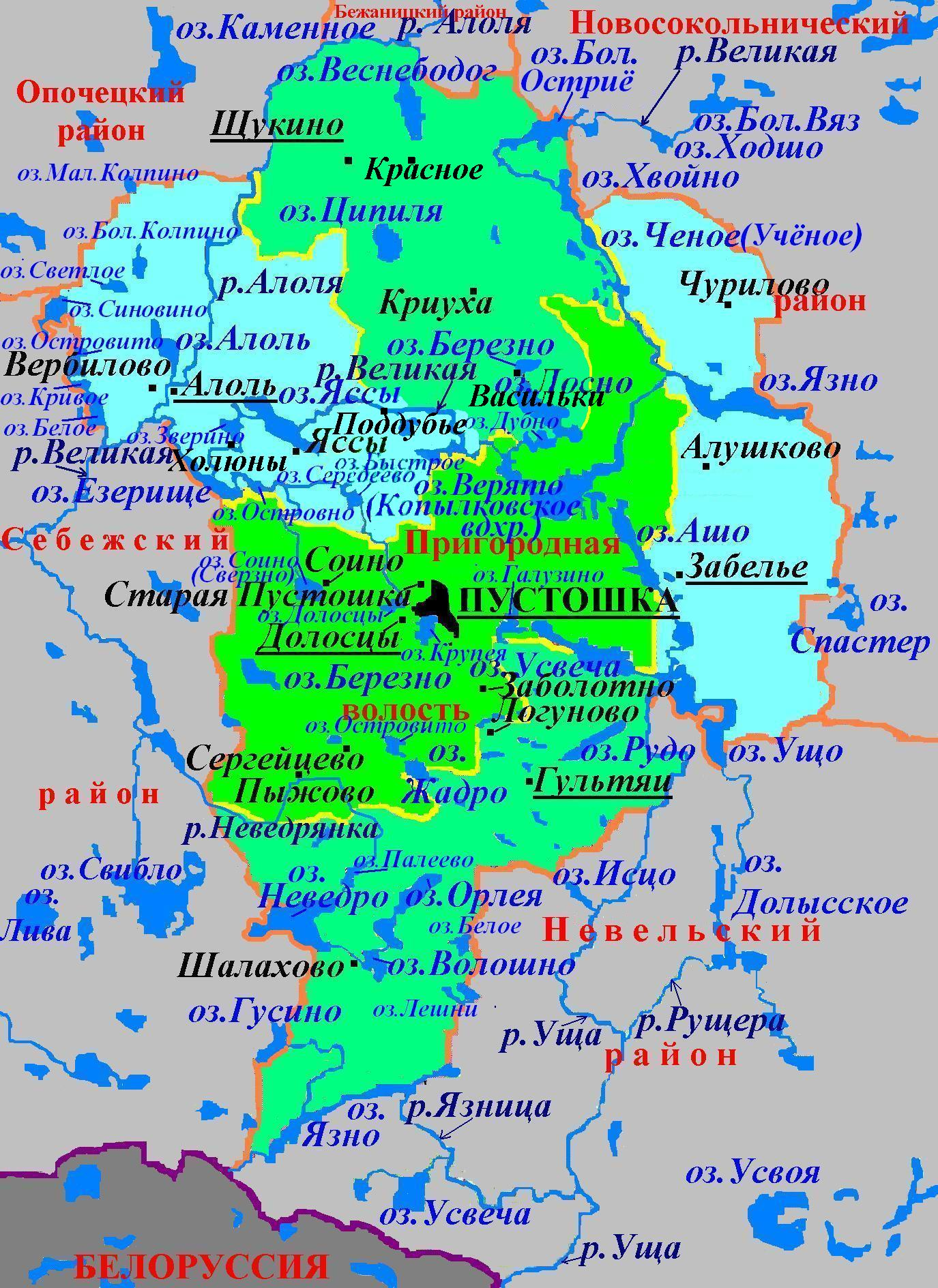
Волости Пустошкинского района

Щукинская волость — административно-территориальная единица 3-го уровня и муниципальное образование со статусом сельского поселения в Пустошкинском районе Псковской области России.
Административный центр — деревня Щукино.

## География
Территория волости граничит на западе с Алольской, на юге — с Пригородной, на востоке — с Забельской волостями Пустошкинского района, на севере — с Опочецким, Бежаницким и Новосокольническим районами Псковской области.
На территории волости расположены озёра:  Лосно (4,5 км², глубиной до 8 м), Веснеболог (3,4 км², глубиной до 6 м), Ципиля или Ципеля (2,4 км², глубиной до 6 м), Большое Остриё (2,6 км², глубиной до 20 м), Хвойно (1,9 км², глубиной до 18 м), Быстрое или Маслово (1,7 км², глубиной до 14 м), Ученое или Ченое (1,3 км², глубиной до 25 м), Березно или Березно II (к северу от озера Лосно; 1,0 км², глубиной до 3 м) и др.

## Население
| 2010 | 2012 | 2013 | 2014 | 2015 | 2016 | 2017 |
| ---- | ---- | ---- | ---- | ---- | ---- | ---- |
| 776  | ↘756 | ↘717 | ↘690 | ↘670 | ↘660 | ↗663 |
| 2018 | 2019 | 2020 | 2021 |      |      |      |
| ↘620 | ↘599 | ↘576 | ↘448 |      |      |      |

## Населённые пункты
В состав Щукинской волости входит 47 населённых пунктов (деревень):
| №  | Населённый пункт | Тип     | Население |
| -- | ---------------- | ------- | --------- |
| 1  | Абаконово        | деревня | →4        |
| 2  | Амельчино        | деревня | ↘3        |
| 3  | Андрейково       | деревня | ↗9        |
| 4  | Андрохново       | деревня | ↘9        |
| 5  | Афимьево         | деревня | →0        |
| 6  | Березно          | деревня | →1        |
| 7  | Большие Хмелищи  | деревня | ↘0        |
| 8  | Бочурино         | деревня | ↘0        |
| 9  | Василево         | деревня | ↘10       |
| 10 | Васильки         | деревня | ↘66       |
| 11 | Волочагино       | деревня | ↘4        |
| 12 | Выдрие           | деревня | ↘7        |
| 13 | Выплоха          | деревня | ↘12       |
| 14 | Высоцкое         | деревня | ↘4        |
| 15 | Вяльцево         | деревня | →16       |
| 16 | Дубровка         | деревня | →0        |
| 17 | Забеги           | деревня | ↘4        |
| 18 | Ивахново         | деревня | ↘8        |
| 19 | Каменка          | деревня | ↘6        |
| 20 | Красное          | деревня | ↘72       |
| 21 | Криуха           | деревня | ↘156      |
| 22 | Лосно            | деревня | ↗15       |
| 23 | Маковейцево      | деревня | ↘2        |
| 24 | Максимцево       | деревня | →3        |
| 25 | Михеево          | деревня | ↘7        |
| 26 | Морозово         | деревня | ↘0        |
| 27 | Мутовозово       | деревня | ↘10       |
| 28 | Новины           | деревня | ↘5        |
| 29 | Озёрная          | деревня | ↘2        |
| 30 | Печурки          | деревня | ↗11       |
| 31 | Подсосно         | деревня | ↘2        |
| 32 | Рахново          | деревня | →2        |
| 33 | Ровница          | деревня | ↘24       |
| 34 | Скробы           | деревня | ↘6        |
| 35 | Сорокино         | деревня | ↗3        |
| 36 | Сочихино         | деревня | ↘15       |
| 37 | Сурохново        | деревня | ↘3        |
| 38 | Тараскино        | деревня | ↘6        |
| 39 | Торхи            | деревня | ↗11       |
| 40 | Турубино         | деревня | ↘4        |
| 41 | Турушино         | деревня | ↗5        |
| 42 | Фальково         | деревня | ↘2        |
| 43 | Харапуги         | деревня | →1        |
| 44 | Черепяги         | деревня | ↘0        |
| 45 | Шаталово         | деревня | ↗7        |
| 46 | Щукино           | деревня | ↘221      |
| 47 | Юшково           | деревня | ↘18       |

3 октября 2019 года была упразднена деревня Лукино.

## История
Постановлением Псковского областного Собрания депутатов от 26 января 1995 года все сельсоветы в Псковской области были переименованы в волости, в том числе Щукинский сельсовет был превращён в Щукинскую волость.
Законом Псковской области от 28 февраля 2005 года в границах Щукинской волости и большей части упразднённой Васильковской волости (с центром в д. Криуха), а также трёх деревень (Лосно, Черепяги, Харапуги) Пригородной волости было создано муниципальное образование Щукинская волость со статусом сельского поселения с 1 января 2006 года в составе муниципального образования Пустошкинский район со статусом муниципального района.